# Ivan II av Moskva
Ivan II av Moskva (Ivan II Ivanovitj Krásnyj, ryska: Иван II Иванович Красный), även kallad Ivan den Sköne, född den 30 mars 1326, död 13 november 1359, var storfurste av Moskvariket mellan åren 1353 och 1359. 

## Biografi
Han var son till Ivan I av Moskva.
Ivan gifte sig två gånger. År 1341 hölls bröllopet mellan Ivan och hans första hustru, Fedosia Dmitrievna av Brjansk, som var dotter till Dmitrij Romanovitj, furste av Brjansk. Hon dog barnlös hösten 1342.
Ivan gifte sig åter 1345, efter att ha varit änkling i tre år. Denna gången med Alexandra Ivanovna Veljaminova. Hon var dotter till Vasilij Veljaminov, en borgmästare i Moskva. 
De fick minst fyra barn:
- Dmitrij Donskoj (12 oktober 1350 – 19 maj 1389),  Ivans efterträdare som storfurste av Moskoviet.
- Ljuba Ivanovna
- Ivan Ivanovitj, furste av Zvenigorod (ca. 1356 – oktober, 1364).
- Maria Ivanovna.